# Damascios
Ne pas confondre avec Jean Damascène
 Damascios le Diadoque (né à Damas en 458, mort en 533, probablement en Syrie) est un philosophe néoplatonicien.
Disciple d'Isidore de Gaza et de Marinos de Néapolis, maître de Simplicios de Cilicie et d'Olympiodore le Jeune, il est l'un des derniers défenseurs du paganisme dans l'Antiquité tardive. Son nom indique son origine : Damas, sans qu'on sache s'il s'agit de son nom de naissance ou d'un surnom donné à l'âge adulte. Il fut le dernier diadoque (διάδοχος, successeur [de Platon]) ou scolarque (recteur) de l'Académie d'Athènes, fondée par Platon en 387 av. J.-C., ou de l'école néoplatonicienne d'Athènes, fondée par Plutarque d'Athènes vers 400, illustrée par Proclos à partir de 438. L'école philosophique d'Athènes fut fermée sur ordre de Justinien Ier en 529. La forme latine de son nom est Damascius.

## Biographie

### Sources
Les deux sources principales que nous possédons sur Damascios sont la Bibliothèque du patriarche Photios (IXe siècle) et l'encyclopédie byzantine appelée Souda (Xe siècle). Photios consacre deux codex à l'ouvrage de Damascios qu'il appelle lui-même Vie d'Isidore le philosophe : le codex 181, qui est un texte du patriarche lui-même sur Damascios et son ouvrage ; le codex 242, qui est en fait un recueil de plus de trois cents extraits du même ouvrage, allant du simple membre de phrase au paragraphe assez long. Le codex 130, très bref, est consacré à un autre ouvrage de Damascios. La Souda, quant à elle, est donc un dictionnaire de noms propres et communs (environ 30 000 entrées) qui est en fait un tissu de citations d'ouvrages plus anciens ; elle possède une entrée « Damascios » (libellée ainsi : « Damascios, philosophe stoïcien, originaire de Syrie, très intimement lié, ὁμιλητής, avec Simplicios et Eulamios, originaires de Phrygie ; il florissait au temps de Justinien ; il a composé des commentaires sur Platon et des livres intitulés Sur les principes et Histoire philosophique »), mais surtout près de deux cents citations de la Vie d'Isidore (qu'elle appelle Histoire philosophique), un petit nombre seulement étant communes avec Photios, allant également du membre de phrase à la page entière (certaines entrées étant des passages recopiés de l'ouvrage de Damascios).
Ce texte fragmentaire est souvent obscur et d'interprétation difficile, sa restitution même pose de gros problèmes, et les autres sources dont nous pouvons disposer sur cette époque ne sont souvent pas beaucoup plus claires. Ainsi, beaucoup de personnages sont mal identifiés (avec des noms dont on ne sait s'ils renvoient à une seule personne ou à des homonymes), beaucoup de dates sont très floues ou impossibles à préciser, etc. La biographie de Damascios telle que restituée en partie ci-dessous se fonde donc parfois sur des conjectures.

### Le séjour à Alexandrie
Né sûrement dans une famille aisée, il avait un frère plus jeune appelé Julien. Au début des années 480, tous deux allèrent étudier la rhétorique à Alexandrie, dans la célèbre école du rhéteur Horapollon, un Égyptien spécialiste de l'ancienne culture du pays, et païen convaincu, qui en convertissant des étudiants à ses croyances avait acquis auprès des chrétiens le surnom de « destructeur d'âmes ». Le père d'Horapollon, Asclépiade, et son oncle Héraïscos étaient également des païens très érudits et quelque peu mystiques, qui jouissaient d'une grande renommée à Alexandrie. Héraïscos était l'auteur d'un grand ouvrage sur l'ancienne religion égyptienne, dédié à Proclos, et très apprécié dans les milieux intellectuels païens. L'un des disciples les plus proches et les plus brillants des deux frères était alors Isidore de Gaza, qui commençait dans l'école d'Horapollon, où se tenaient à la fois des cours de rhétorique et de philosophie, un enseignement très admiré des étudiants, parmi lesquels Damascios, dont il devint le « pédagogue » (tuteur philosophique).
Damascios suivit pendant trois ans les cours du rhéteur Théon, qui ne paraît pas lui avoir laissé un grand souvenir. Mais vite repéré comme un élément brillant, il fut introduit dans la société d'Aidesia, veuve du philosophe Hermias et mère d'Ammonios. Elle était alors âgée, et lorsqu'elle mourut, Damascios, encore « un très jeune homme », se vit accorder l'honneur de prononcer son oraison funèbre. Jouissait également d'un grand prestige dans ce milieu l'ascète païen Sarapion, qui vivait dans la solitude, méditant sur les poèmes d'Orphée, sa seule lecture, et n'acceptant de recevoir qu'Isidore de Gaza, qu'il avait choisi comme son unique disciple. Damascios, qui le présente comme le dernier survivant de l'âge d'or, vit en lui son « grand-père » spirituel, bien qu'il n'ait jamais été autorisé à le rencontrer.
À l'opposé du « cronien et jovien » Sarapion, arrive alors à Alexandrie (fin 481 ou début 482) un autre lettré païen, Pamprépios, un homme très ambitieux que Damascios présente comme « une bête plus enragée que Typhon » et qui va contribuer à attirer la persécution sur le milieu intellectuel attaché au paganisme : en effet ce Pamprépios est un proche du magister officiorum Illus et tente de gagner ses coreligionnaires païens à un complot contre l'empereur Zénon, publiant par ailleurs des oracles et prophéties annonçant la prochaine défaite et disparition du christianisme. L'atmosphère très animée et très tendue qui règne alors dans les écoles d'Alexandrie, avec des controverses de plus en plus violentes entre chrétiens et païens, se reflète non seulement dans les fragments du récit de Damascios, mais aussi dans la Vie de Sévère d'Antioche de Zacharie le Rhéteur, les lettres d'Énée de Gaza, et le texte appelé Théosophie de Tübingen.
La crise éclata vers 485 autour de deux citoyens d'Aphrodise, l'étudiant Paralios (à l'origine païen et inscrit à l'école d'Horapollon, mais avec un frère moine chrétien) et le philosophe païen Asclépiodote (qui avait été le pédagogue d'Isidore de Gaza). Asclépiodote était parti tenir école dans la cité de Carie et s'était marié à une jeune fille issue de la plus riche famille de la ville. Mais comme le couple ne parvenait pas à avoir d'enfant, Asclépiodote vit en songe la déesse Isis qui l'incita à aller avec sa femme pratiquer le rite de l'incubation dans son temple (clandestin) de Ménouthis (actuellement Aboukir), près d'Alexandrie. Le couple bientôt produisit un enfant qu'il présentait comme une grâce d'Isis, mais les moines de l'Énaton (dont le frère de Paralios) l'accusèrent d'avoir acheté le bébé d'une prêtresse païenne. L'étudiant Paralios, excité par les moines, se rendit un vendredi (jour des cours de philosophie) devant l'école d'Horapollon, insultant les enseignants et blasphémant contre les dieux païens. Un groupe d'élèves de l'école se précipita sur lui et le passa à tabac. Il fut transporté en mauvais état dans un monastère de l'Énaton, et les moines crièrent vengeance. Ce fut l'occasion d'une alliance entre le patriarche chrétien Pierre Monge, le rhéteur Aphthonios, concurrent chrétien d'Horapollon, et les moines. Une foule d'étudiants chrétiens et de moines se rendit à Ménouthis, trouva le temple clandestin, appréhenda le prêtre desservant et saisit tous les objets sacrés, qui furent chargés sur vingt chameaux, puis manifesta avec son butin dans les rues d'Alexandrie, hurlant des imprécations contre Horapollon et ses disciples.
Mais les sympathisants du paganisme tenaient encore de hautes positions dans l'État selon Zacharie le Rhéteur, le préfet d'Égypte, Entrechios, était un crypto-païen, et son adjoint un païen avoué - et les choses en restèrent provisoirement là, jusqu'à la défaite définitive d'Illos et de ses partisans en 488. Un délégué impérial du nom de Nicomède fut alors dépêché à Alexandrie avec la mission d'enquêter sur les milieux païens de la ville, avec particulièrement en ligne de mire l'école d'Horapollon. Quand ils furent convoqués pour interrogatoire, la plupart des enseignants et étudiants préférèrent entrer dans la clandestinité, sauf un : Ammonios fils d'Hermias - et d'Aidesia - que Damascios accuse d'avoir, « par cupidité sordide », trahi et livré plusieurs de ses collègues et étudiants, « passant un accord avec le chef (Pierre Monge) de la doctrine qui prévalait (le christianisme) ». Horapollon et son oncle Héraïscos furent arrêtés et torturés, ainsi que Julien, le frère cadet de Damascios, mais aucun de ceux-là ne dit un mot (μηδὲν ὅλως φθεγξάμενος, écrit le philosophe de son frère). Isidore de Gaza s'était d'abord réfugié chez Damascios. Les deux hommes quittèrent clandestinement Alexandrie, comptant rejoindre Athènes.

### Le voyage avec Isidore
Isidore et Damascius gagnèrent d'abord Gaza, où ils furent accueillis par un rhéteur d'Alexandrie nommé Antoine, pas très brillant professionnellement, mais païen très pieux. Ensuite ils se rendirent à Bostra, où leur hôte fut le philosophe aristotélicien Dorus. Ils y restèrent plus longuement, leur hôte les intéressant à l'archéologie de la région et les conduisant sur les sites du Hauran, hauts lieux de traditions religieuses et paysages impressionnants, où Damascios éprouva une véritable conversion spirituelle ; en même temps, Isidore convertissait aussi Dorus au platonisme. Les trois hommes se rendirent dans la ville sainte d'Héliopolis (Baalbek), où il semble que leur présence causa des troubles. Isidore fut même apparemment arrêté et subit des mauvais traitements en prison, tandis que Damascios se démenait pour le faire libérer, ce qu'il obtint au bout d'un temps assez long.
Les trois hommes prirent alors le chemin d'Aphrodise, où ils furent reçus par le philosophe Asclépiodote, dévot d'Isis. Celui-ci les guida dans des excursions jusqu'à Hiérapolis, il leur fit découvrir les traditions spirituelles de la région, mais Damascius semble d'ailleurs avoir été assez irrité par sa personnalité : il le présente comme l'homme le plus versé de son époque en matière de sciences naturelles, mais ne comprenant pas grand-chose, malgré sa haute réputation, à la théologie platonicienne. Il est quand même impressionné par son activisme pour la cause, car il a fait de sa patrie Aphrodise, à la suite de son beau-père, un haut lieu du paganisme. En 490, Isidore et Damascios s'embarquèrent à Éphèse pour Samos, et de là firent voile vers Le Pirée.

### Athènes
Arrivé à Athènes, Damascios avait définitivement abandonné la rhétorique, c'est-à-dire l'érudition littéraire, pour la philosophie, avec la connotation religieuse qu'avait ce mot à l'époque. Il devint un étudiant à plein temps de l'Académie platonicienne, suivant d'abord les cours de mathématiques de Marinos de Néapolis, qui avait pris la succession de Proclos à la tête de l'école en 485, et que Damascios ne tenait pas intellectuellement en haute estime, et ensuite les cours de philosophie de Zénodote, qui avait été l'élève préféré de Proclos. Entretemps, Marinos, de santé fragile, était peut-être mort (en 492 ou 493). Il avait demandé à Isidore de lui succéder, et celui-ci fut apparemment élu diadoque, mais décida peu après de regagner Alexandrie. Zénodote, d'après Photios, fut le successeur effectif de Marinos.
Ensuite, la chronologie est très imprécise. Il semble qu'au bout d'un certain temps Damascios soit reparti lui aussi pour Alexandrie, où, suivant le témoignage de Photios, il suivit les cours de philosophie platonicienne et d'astronomie ptolémaïque d'Ammonios fils d'Hermias, qu'il considérait, malgré son aversion pour son comportement pendant la persécution, comme le plus grand philosophe de sa génération, spécialement dans les disciplines mathématiques. Au bout d'un laps de temps impossible à évaluer, il revint à Athènes et y prit la succession, comme diadoque, soit de Zénodote, soit d'Hégias, un homme dont il dit que « sous lui » (comme diadoque?) la philosophie tomba dans le mépris le plus total à Athènes. L'activité très importante de Damascios comme diadoque fait penser qu'il s'installa dans cette fonction longtemps avant 529, probablement avant 515 et même peut-être plusieurs années avant.
Comme diadoque de Platon, Damascios s'efforça de mener une ambitieuse action de restauration du prestige de l'Académie, qui pour lui passait par un retour aux sources : rompre clairement avec un passé récent représenté par Proclos et ses épigones, qu'il jugeait de plus en plus médiocres, et retrouver l'inspiration authentique du « divin Platon », le premier fondateur, et du « divin Jamblique », qu'il considérait comme le second fondateur de l'Académie et qu'il interprétait différemment de Proclos. Il se préoccupa aussi de restaurer matériellement les installations de l'école, avec l'appui de l'aristocratie locale sympathisante du paganisme : il semble qu'à la fin du Ve siècle ou au début du VIe siècle l'école ait été transférée de son ancienne implantation sous Plutarque d'Athènes, Syrianos et Proclos (sur la pente sud de l'Acropole) dans un superbe complexe de bâtiments situé sur la pente nord de l'Aréopage (découvert en 1970 et surnommé « la maison de Damascios »). D'autre part, Damascios parvint à réunir à Athènes, selon l'historien Agathias, les meilleurs philosophes « venant de tout le monde hellénique ».

### L'exil final
En 529, un édit de l'empereur Justinien interdit l'enseignement de la philosophie à Athènes. Frappés dans leurs croyances, dans leur profession, dans leurs moyens d'existence, et menacés apparemment de persécution, les maîtres de l'Académie (Damascios, Simplicios de Cilicie, Priscien de Lydie, Eulamios de Phrygie, Hermias de Phénicie, Diogène de Phénicie, Isidore de Gaza) décidèrent d'aller chercher asile à la cour du roi des Perses à Ctésiphon, ainsi que le rapporte l'historien Agathias :
« Damascios de Syrie, Simplicios de Cilicie, Eulamios de Phrygie, Priscien de Lydie, Hermias et Diogène tous deux de Phénicie, Isidore de Gaza, tous ceux-là donc, la fleur la plus noble, pour parler en poète, des philosophes de notre temps, n'étant pas satisfaits de l'opinion dominante chez les Romains concernant le divin, pensèrent que le régime politique des Perses était bien meilleur ».
Les idées positives que ces philosophes se faisaient de la monarchie des Perses, et de leur religion le mazdéisme, étaient traditionnelles dans l'école platonicienne. Ils effectuèrent donc le long voyage d'Athènes à Ctésiphon, s'attardant certainement, selon la pratique du « tourisme philosophique » de l'époque, dans quelques-uns des sites prestigieux du trajet, notamment Harran, place-forte et ville sainte du paganisme à l'époque (les actes du concile de Chalcédoine l'appellent déjà « la ville des Hellènes »).
À leur arrivée à Ctésiphon, ils eurent affaire au tout jeune Khosrô Ier, qui venait de monter sur le trône (531), et qui était passionné de culture et de philosophie grecques : selon Agathias, il avait la réputation d'être « imbu des enseignements de Platon » et d'étudier même les dialogues les plus ardus (le Timée, le Phédon, le Gorgias, le Parménide), sans doute suivant le programme d'étude fixé par Jamblique ; il passait aussi pour connaître à fond l'œuvre d'Aristote. Le jeune roi bombarda les philosophes de questions portant sur la nature de l'âme, son rapport avec le corps, sa destinée après la mort, les visions et les rêves, et des sujets de géographie et d'anthropologie. Mais cette grande curiosité intellectuelle coexistait dans l'esprit du roi avec un tempérament tyrannique et une propension à la cruauté aggravée par un humour noir de mauvais goût. De plus, son avènement ne fut pas de tout repos, et les premiers mois de son règne furent mouvementés. Agathias dit aussi que les philosophes furent déçus par le fonctionnement réel de la société perse, régie par le pouvoir arbitraire d'une aristocratie corrompue moralement. Quoi qu'il en soit, quelles qu'aient pu être leurs raisons, les philosophes voulurent rentrer en territoire romain après un temps relativement court passé à Ctésiphon (pas plus de quelques mois), et le roi Khosrô se prêta à discuter avec eux de la meilleure solution pour leur avenir. Celle qui fut trouvée fut la suivante : dans le traité de paix perpétuelle conclu entre Khosrô et Justinien en septembre 532, une clause (reproduite par Agathias) stipulait que « ces hommes, en rentrant chez eux, devaient passer le reste de leur vie sans crainte, comme des individus privés, sans jamais être forcés de professer une croyance contraire à leur conscience ou de changer leurs convictions ancestrales », phrase dans laquelle certains savants ont reconnu le style de Damascios lui-même.
Michel Tardieu a soutenu dans un article très discuté que le lieu idéal où les sept philosophes ont pu trouver refuge dans des conditions respectant parfaitement les termes du traité est la cité frontalière et de tradition païenne de Harran. Une sorte d'« Académie platonicienne » y fut-elle reconstituée de façon informelle (puisque les philosophes devaient vivre en individus privés) ? En tout cas une secte philosophico-religieuse se réclamant du néoplatonisme et de l'hermétisme, appelée par les musulmans « Sabiens de Harran », exista dans cette ville jusqu'au Xe siècle (le mathématicien Thabit ibn Qurra en faisait partie). En 540, quand le roi Khosrô envahit et dévasta entièrement la Syrie, il épargna la seule ville de Harran, dont il n'accepta aucune rançon, et dont il ordonna de relâcher tous les prisonniers.
Le dernier signe de vie de Damascios que nous possédions date peut-être de 537 (il devait avoir entre soixante-quinze et quatre-vingts ans) : une stèle funéraire datée retrouvée à Homs (l'antique Émèse) en 1925 et portant une épigramme en deux vers dédié à une femme nommée Zôsimè (« Zôsimè, qui fut auparavant esclave de corps seulement,/ A maintenant trouvé la liberté de corps également »). Cette épigramme figure dans l'Anthologie poétique d'Agathias où elle est attribuée à Damascios. Cette Zôsimè fut-elle la compagne de Damascios, enterrée à Émèse? Cependant, il n'est pas prouvé qu'il ne s'agisse pas d'une simple homonymie.

## Œuvre

### Catalogue
En dehors du traité Questions et solutions sur les premiers principes, qui est conservé, et de l'ouvrage intitulé Histoire philosophique dont de nombreux fragments sont conservés par Photios et la Souda, nous possédons en entier les commentaires de Damascios sur trois dialogues de Platon : le Philèbe, le Phédon (en fait deux commentaires de ce dernier dialogue : un pris en note par le même étudiant que pour le Philèbe, et un autre par un étudiant différent, ce second incluant un traité de Damascios sur la première preuve de l'immortalité de l'âme), et le Parménide. D'autre part, nous savons qu'il avait aussi écrit des commentaires (cités notamment par Olympiodore le Jeune et son école) sur : l'Alcibiade majeur, le Timée, la République, le Phèdre, le Sophiste, les Lois, les Oracles chaldaïques. Des passages importants d'un traité intitulé Sur le nombre, le lieu et le temps sont contenus dans le commentaire sur la Physique de Simplicios de Cilicie, et Jean Philopon cite un traité d'astronomie. Enfin, il y a l'ouvrage recensé par le codex 130 de la Bibliothèque de Photios : un recueil d'histoires extraordinaires, en quatre livres (Sur des événements incroyables, en 352 chapitres ; Sur d'incroyables récits de démons, en 52 chapitres ; Sur d'incroyables histoires d'âmes apparues après la mort, en 63 chapitres ; Sur des natures incroyables, en 105 chapitres). Le patriarche qualifie ces histoires de bien dignes de l'homme impie qu'était Damascios, mais en loue d'autre part le style « concis, clair et plaisant ».

### L'Histoire philosophique
C'est formellement le texte le plus original que nous connaissions de Damascios, conservé fragmentairement dans la Bibliothèque de Photios et dans la Souda (le texte a fait l'objet de tentatives de reconstitution depuis le XIXe siècle, dont les deux articles de Johann Rudolf Asmus en 1909-10 et l'édition Athanassiadi de 1999). Selon le codex 181 de Photios, c'était un long ouvrage, constitué de soixante chapitres, dédié à une certaine Théodora, une femme de religion païenne, très cultivée et versée dans la philosophie, qui descendait de la même famille que Jamblique, c'est-à-dire une famille princière d'Émèse. Elle et ses sœurs avaient été élèves de Damascios et d'Isidore de Gaza, et c'est notamment elle qui avait incité Damascios à entreprendre cet ouvrage, comme le philosophe l'indiquait dans la préface.
L'ouvrage est appelé Vie d'Isidore le philosophe (Εἰς τὸν Ἰσιδώρου τοῦ φιλοσόφου βίον) par Photios, mais Histoire philosophique (Φιλόσοφος ἱστορία) par la Souda. Cependant Photios s'étonne du titre qu'il utilise lui-même : « En fait il n'écrit pas plus la Vie d'Isidore que celle de beaucoup d'autres personnes, à la fois ses contemporains et ses prédécesseurs, recueillant leurs faits et gestes et des récits à leur propos, et usant outre mesure (κατὰ κόρον, « jusqu'à l'écœurement ») de la digression ». Dans plusieurs fragments conservés, Damascios souligne lui-même la logique digressive de son propos, et la critique du patriarche ne vaut que relativement à la visée étroite qu'il attribue à l'ouvrage, formulée par le titre qu'il lui donne.
Le titre Φιλόσοφος ἱστορία était déjà porté par un ouvrage de Porphyre, mais de nature très différente : il s'agissait simplement d'un recueil de quatre biographies dont l'une, la Vie de Pythagore, est conservée. Le tableau à caractère critique et polémique que Damascios fait de tout un milieu de philosophes peut plutôt se réclamer d'un autre modèle parmi les ouvrages plus anciens : le livre intitulé Sur les dissensions entre les Académiciens et Platon de Numénios d'Apamée (dont des fragments sont conservés dans la Préparation évangélique d'Eusèbe de Césarée). L'état dans lequel les deux textes nous sont très partiellement parvenus ne permet guère de pousser la comparaison plus loin. Chez Damascios, les principaux aspects qui apparaissent dans les fragments conservés sont : un tableau très critique de tout un groupe d'héritiers auto-proclamés de la doctrine de Platon et de Pythagore (qui font parfois l'objet de portraits au vitriol), avec une aspiration formulée à un nouveau départ pour la philosophie et la culture grecques ; une dimension autobiographique qui est le récit d'une conversion de la rhétorique, première formation de Damascios, à la philosophie, le règne de la rhétorique (comme celui des sophistes chez Platon) étant vu comme une des plaies de la société (un mépris également étendu à la poésie, cf. frgt 47, avec une anecdote sur un âne passionné de poésie, et 48) ; la présence d'une géographie sacrée du paganisme autour de la Méditerranée orientale, avec de nombreux sites et régions mentionnés et les traditions historiques et mythiques qui leur sont liées (les patria tels que définis dans la Souda, c'est-à-dire les « coutumes, usages, cérémonies, fêtes »).

## Philosophie
L'œuvre de Damascios part d'une critique de Proclos orientée vers un dépassement de l'Un et l'affirmation d'un Ineffable sans rapport avec ce qui peut être connu. Pour Damascios, l'absolu est par définition sans relations. L'Un, parce qu'il est relatif aux êtres dont il est le principe, n'est donc pas absolu. La notion de principe absolu est donc en elle-même contradictoire. Damascios, dit Pierre Hadot, « refusait de nommer Un le premier dieu. Au-dessus de l'Un, il voulait remonter à l'Indicible. C'est la thèse antiproclienne [contre Proclos] qu'il expose tout au long de son traité Sur les principes. Par là, Damascios se présente comme le fondateur des théologies de la connaissance non objective de Dieu ».
Au-delà de la critique de la notion de « principe » et de l'apophatisme qui en résulte, ce sont les contradictions dans lesquelles le langage est voué à s'enfoncer lorsqu'il tente de cerner et de déterminer par le discours un absolu pré-discursif au fondement même de tout discours, qui retient le plus l'attention des chercheurs actuels. Cette démarche constitue le fondement théorique de l'apophatisme que le Pseudo-Denys l'Aréopagite développait à la même époque. À partir de 2006 le byzantiniste Carlo Maria Mazzucchi, de l'Université catholique du Sacré-Cœur de Milan, attribue d'ailleurs à Damascios l'ensemble des écrits qui sont généralement attribués à un auteur inconnu  du début du VIe siècle généralement appelé Pseudo-Denys l'Aréopagite. Cette attribution a été soit acceptée soit combattue dans le milieu académique, quelques-uns ayant maintenu une certaine neutralité.

#### Sources
Répertoires de sources philosophiques antiques :
- Bibliotheca Classica Selecta
- Cnrs
- Les premiers principes, sur le site de Philippe Remacle.

#### Œuvres principales
Damascios est quasi inconnu jusqu'au XIXe siècle où paraissent les premières éditions imprimées de ses œuvres :
- Histoire philosophique (chez Photios Vie d'Isidore le philosophe) (vers 495) : Damascii Vitæ Isidori reliquiæ, éd. Clemens Zintzen, G. Olms, Hildesheim, 1967 (grec et latin) ; The Philosophical History, text with translation and notes by Polymnia Athanassiadi, Athènes, 1999 (grec et anglais).
- Questions et solutions sur les premiers Principes (Damascii quaestiones de primis principiis), dont la Ve partie a été publiée par Joseph Kopp, Francfort, 1826 (le grec seul). Il s'agit d'un commentaire du Parménide de Platon, dont les questions constitueraient le prologue. Trad. Chaignet, 1898, rééd. 1964, 3 t. Trad. L. G. Westerink et J. Combès : Traité des premiers principes, Paris, Les Belles Lettres, coll. des Universités de France, 1986-1991, 3 t. : t. I : De l'ineffable et de l'Un, CLV-308 p., 1986 ; t. II : De la triade et de l'unifié, LXXVII-506 p., 1989 ; t. III : De la procession et de l'unifié, LXXIV-447 p., 1991. Trad. M.-C. Galpérine, Des premiers principes, apories et résolutions, Paris, Verdier, 1987. Trad. Chaignet 1898
- Commentaire du Parménide de Platon, trad. L. G. Westerink et A. Ph. Segonds, Les Belles Lettres, coll. des Universités de France, 1997-2004, 4 t. (Dubitationes et Solutiones II).
- Commentaire sur le Philèbe de Platon, attribué jadis à son élève Olympiodore le Jeune, actif vers 550. Damascius. Lectures on the Philebus, wrongly attributed to Olympiodorus, édi. et trad. an. L. G. Westerink, North-Holland Publishing Company, Amsterdam, 1959, 2° éd. 1982. Trad. G. van Riel, Les Belles Lettres, CCCXXXII-212 p., 2008.
- Commentaire sur le Phédon de Platon. Édi. et trad. an. par L. G. Westerink : The Greek Commentaries on Plato's Phaedo, vol. II : Damascius, North-Holland Publ. Co., Amsterdam, 1977. "Probablement le résumé d'un commentaire perdu de Proclos, avec un grand nombre de notes ajoutées par Damascios", selon L. G. Westerink.

#### Études

##### Texte
- Asmus, Johann Rudolf, "Zur Rekonstruktion von Damascius' Leben des Isidorus", Byzantinische Zeitschrift, XVIII, 1909, pp. 424-480 et XIX, 1910, pp. 265-284
- Westerink, Leendert Gerritt, "Le texte du Traité des premiers principes", dans Damascius, Traité des premiers principes, t. I : De l'ineffable et de l'un, Paris, Les Belles Lettres, "Collection des Universités de France", 1986 (réimpr. 2002)

Voir aussi la bibliographie donnée dans l'article sur la Collection philosophique, à laquelle appartient le seul témoin des œuvres principales de Damascius, le Marcianus graecus 246.

##### Biographie
- Trabattoni, Franco, "Per una biografia di Damascio", Rivista critica di Storia della Filosofia, Firenze, 40, 1985, pp. 179-201 (remplace l'article de Kroll pour l'encyclopédie Pauly-Wissowa)
- Hoffmann, Philippe, "Damascius", dans Goulet, Richard (s. dir.), Dictionnaire des philosophes antiques, vol. 2 : De Babélyca d'Argos à Dyscolius, Paris, C.N.R.S. Éditions, 1994, p. 541-593
- Athanassiadi, Polymnia, La Lutte pour l'orthodoxie dans le néoplatonisme tardif de Numénius à Damascius, Paris, Les Belles Lettres, « L'Âne d'or », 2006

##### Philosophie
- Ruelle, Charles-Émile, Le philosophe Damascius, Paris, Didier, 1861 (extrêmement vieilli)
- Émile Bréhier, « L'idée de néant et le problème de l'origine radicale dans le néoplatonisme grec », Revue de métaphysique et de morale, Paris, Armand Colin, 1919, XXVI, p. 413-475, repris dans Études de philosophie antique, Paris, Presses Universitaires de France, « Publications de la Faculté des Lettres de Paris » I, 1955, p. 248-283
- Galpérine, Marie-Claire, « Damascius et la théologie négative », dans Le Néoplatonisme. Actes du colloque international de Royaumont, 9 – 13 juin 1969, éd. C. J. de Vogel, H. Dörrie et E. zum Brunn, Paris, Éditions du C.N.R.S, « Colloques internationaux du Centre national de la recherche scientifique. Sciences humaines », 1971, pp. 261-263
- Leendert Gerritt Westerink, "Damascius, commentateur de Platon", in Pierre-Maxime Schuhl et Pierre Hadot (dir.), Le néoplatonisme, Éditions du CNRS, 1971, p. 253-260
- Jean Trouillard, "La notion de Dunamis chez Damascius", Revue des Études grecques, LXXXV, 1972, p. 353-363
- Steel, Carlos, The Changing Self. A study on the soul in later neoplatonism : Iamblichus, Damascius and Priscianus, Brussels, AWLSK, "Verhandelingen van de Koninklijke academie voor wetenschappen, letteren en schone kunsten van België. Klasse der letteren" 85, 1978
- Galpérine, Marie-Claire, "Le temps intégral selon Damascius", Les Études Philosophiques, 3, 1980, p. 325-341
- Stanislas Breton, « Principe et totalité », Futur Antérieur, 1, printemps 1990 (disponible à l'adresse : http://multitudes.samizdat.net/Principe-et-totalite)
- Galpérine, Marie-Claire, "Damascius entre Porphyre et Jamblique", Philosophie, Paris, Le Seuil, 26, 1990, p. 41-58
- Combès, Joseph (de) , Études néoplatoniciennes, Grenoble, Millon, "Krisis", 1996 (recueil d'articles dont la plupart sont consacrés à Damascius)
- Hoffmann, Philippe, « L'expression de l'indicible dans le néoplatonisme grec de Plotin à Damascius », dans Dire l’évidence : philosophie et rhétorique antiques, éd. C. Lévy et L. Pernot, Paris, l'Harmattan, « Cahiers de philosophie de l'Université de Paris XII-Val de Marne » 2, 1997, p. 335-390
- Van Riel, Gerd, Pleasure and the Good Life. Plato, Aristotle and the Neoplatonists, Leiden, Brill, "Philosophia Antiqua" 85, 2000
- Vlad, Marilena, « De principiis : de l'aporétique de l'Un à l'aporétique de l'Ineffable », Χώρα. Revue d'études anciennes et médiévales, Bucarest, Polirom, 2004, 2, pp. 125-148
- Vlad, Marilena, Damascius et l’ineffable. Récit de l’impossible discours (Paris, Vrin, 2019)
- Tresson, Carolle et Metry, Alain, « Damakios' New Conception of Metaphysics », dans History of Platonism : Plato Redivivus, J. Finamore and R. Berchman eds., New Orleans, University Press of the South, 2006, pp. 215-236
- Napoli, Valerio, Ἐπέκεινα τοῦ ἑνός. Il principio totalmente ineffabile tra dialettica ed esegesi in Damascio, Catania/Palermo, CUECM/Officina di studi Medievali, « Symbolon. Studi e testi di filosofia antica e medievale » 33, 2008 (très importante bibliographie)
- Mazilu, Daniel, L'ineffable chez Damascius, Éditions Universitaires Européennes, Sarrebruck, 2011
- Gertz, Sebastian R. P. Death and Immortality in Late Neoplatonism: Studies on the Ancient Commentaries on Plato's Phaedo, Leiden: Brill, 2011.